# Steve Lacy

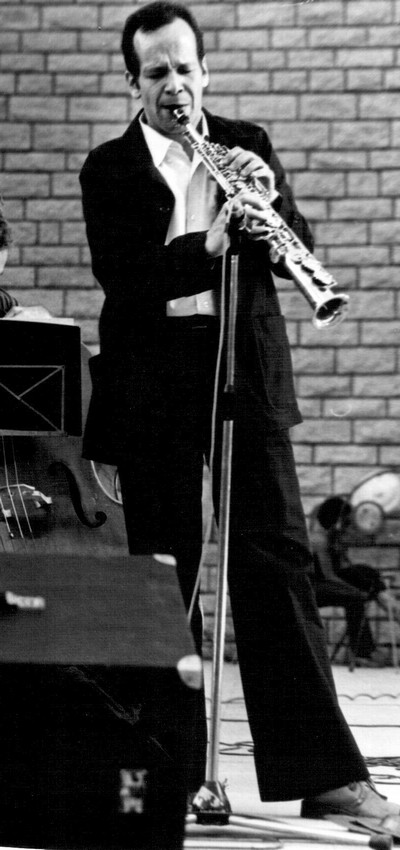
Steve Lacy (1976)

Steve Lacy (* 23. Juli 1934 in New York als Steven Norman Lackritz; † 4. Juni 2004 in Boston) war ein US-amerikanischer Jazzmusiker (Sopransaxophonist, Bandleader und Komponist).

## Leben und Wirken
Lacy gilt als einer der herausragendsten Solisten auf seinem Instrument. Er lernte bei Meistern des Dixieland Jazz wie Henry „Red“ Allen, George „Pops“ Foster und Zutty Singleton und spielte später mit Kansas-City-Jazz-Musikern wie Buck Clayton, Dicky Wells und Jimmy Rushing. In den 1950er Jahren wandte er sich dem Modern Jazz zu und entwickelte sich im Laufe der 1960er Jahre zu einem bedeutenden Avantgardisten des Jazz. Er spielte mit dem Free-Jazz-Pionier Cecil Taylor, dem Arrangeur und Bandleader Gil Evans (Gil Evans and Ten, 1957, Great Jazz Standards 1959 und The Individualism of Gil Evans, 1963/64), Archie Shepp (Derailleur: The 1964 Demo Session) und den Pianisten Thelonious Monk (Big Band and Quartet in Concert, 1964) und Mal Waldron zusammen. Monks Werk nimmt im Schaffen Steve Lacys eine besondere Stellung ein. Er hat die Stücke Monks schon früh und intensiv studiert und immer wieder im Laufe seiner Karriere gespielt, auch einige Schallplatten ausschließlich dem Werk Monks gewidmet und teilweise gemeinsam mit Roswell Rudd, Kent Carter, Misha Mengelberg oder mit Mal Waldron eingespielt.
Nachdem Lacy um 1960 einige Alben unter eigenem Namen veröffentlichen konnte, aber nicht zu befriedigendem kommerziellen Erfolg gelangte, entschied er sich Mitte der 1960er Jahre, nach Europa umzusiedeln. Nach einigen Jahren in Rom, wo er auch an der Gründung des Improvisationskollektivs Musica Elettronica Viva beteiligt war, wurde er in Paris ansässig. Er verbrachte über 30 Jahre seiner Karriere in Europa und arbeitete in dieser Zeit intensiv mit seinem festen Sextett, einem Trio, zumeist mit dem Bassisten Jean-Jacques Avenel und einem Schlagzeuger wie Oliver Jackson oder John Betsch (selten auch in anderen Besetzungen, wie auf Live Lugano 1984) und daneben mit verschiedensten Musikern und Vertretern anderer Künste zusammen. Lacy vertonte mit diesem Sextett 1981 Brion Gysins Gedichte, Songs. 1992 war er MacArthur Fellow.
Um andere Sopransaxophonisten in seine Spielweise einzuführen, veröffentlichte Lacy 1994 ein Lehrbuch und zwei CDs mit Übungsbeispielen.
Auf Einladung des DAAD verbrachte er 1996 ein Artist-in-Residence-Jahr in Berlin.
Im Jahr 2002 kehrte Lacy in die Vereinigten Staaten zurück, wo er am New England Conservatory of Music in Boston, Massachusetts, zu unterrichten begann. Einen seiner letzten öffentlichen Auftritte hatte er vor 25.000 Menschen in Boston im März 2002.
Im August 2003 wurde bei Lacy Krebs diagnostiziert. Bis kurz vor seinem Tode im Alter von 69 Jahren setzte er seine Lehrtätigkeit fort. Lacy hinterließ seine Ehefrau, die Schweizer Sängerin und Cellistin Irène Aebi, mit der er auch auf der Bühne und im Aufnahmestudio lange zusammengearbeitet hatte.

## Erhellender Wortwechsel
Frederic Rzewski hat einmal Lacy gefragt: „Steve, erklär mir in zehn Sekunden den Unterschied zwischen Komposition und Improvisation.“ Und Lacy antwortete: „Für zehn Sekunden Komposition hast du alle Zeit der Welt, für zehn Sekunden Improvisation - genau - zehn - Sekunden.“ Und diese Antwort dauerte genau zehn Sekunden.